# Georg Schulz (Musiker)
Georg Schulz (* 17. Mai 1963 in Graz) ist ein österreichischer Akkordeonist. Von 2007 bis 2012 war er Rektor der Universität für Musik und darstellende Kunst Graz, im Juni 2018 wurde er erneut zum Rektor gewählt. Ursprünglich sollte er das Amt im Oktober 2018 antreten, nach einem Einspruch gegen den Entscheid trat er das Amt mit 1. März 2020 an.

## Leben
Georg Schulz begann zunächst ein Chemiestudium an der Universität Graz, das er 1987 als Magister abschloss. 1990 promovierte er zum Doktor der Naturwissenschaften. Ab 1988 studierte er außerdem bei Mogens Ellegaard an der damaligen Hochschule für Musik und darstellende Kunst Graz Akkordeon, 1992 beendete er das Studium als erster Mag. art. mit Hauptfach Akkordeon an der Kunstuniversität Graz (KUG), wo er seitdem Akkordeon unterrichtet. Er besuchte den Universitätslehrgang Hochschulmanagement an der Universität Klagenfurt, den er 2006 als Akademischer Hochschulmanager beendete sowie den Universitätslehrgang Hochschul- und Wissenschaftsmanagement an der Universität für Weiterbildung Krems, den er 2007 mit einer Arbeit zum Thema Anforderungen an ein Qualitätsmanagement für die Lehre der Künste am Beispiel der Kunstuniversität Graz als Master of Science abschloss.
Seine Habilitation im künstlerischen Fach Akkordeon war die erste an einer österreichischen Kunstuniversität. Von der KUG wurde ihm 2002 die Venia docendi für dieses Fach sowie der Titel eines außerordentlichen Universitätsprofessors verliehen. Von 2000 bis 2003 fungierte er als Vizestudiendekan für Instrumentalstudium, Instrumental- und Gesangspädagogik (IGP) und Jazz an der KUG, von 2003 bis 2007 war er Vizerektor für Lehre. Im März 2007 wurde er vom Universitätsrat als Nachfolger von Otto Kolleritsch erstmals zum Rektor der KUG gewählt. Ende 2012 entschied der Österreichische Verwaltungsgerichtshof (VwGH), dass das Wahlverfahren im Vorfeld seiner Wiederbestellung als Rektor ab März 2012 rechtswidrig war. In der Folge wurde sein Vertrag als Rektor mit Ende Jänner 2013 aufgelöst. Die Leitung der Universität übernahm interimistisch der geschäftsführende Vizerektor Robert Höldrich, mit Oktober 2014 folgte Elisabeth Freismuth als Rektorin der KUG nach. Ende 2014 wurde er zum Vizepräsidenten der Association Européenne des Conservatoires, Académies de Musique et Musikhochschulen (AEC) gewählt. Im Juni 2018 wurde Georg Schulz als Nachfolger von Elisabeth Freismuth erneut zum Rektor der Kunstuni Graz gewählt, er sollte das Amt ursprünglich mit Oktober 2018 antreten. Nach einem Einspruch gegen den Entscheid trat er das Amt mit 1. März 2020 an. Im Mai 2022 wurde er vom Universitätsrat für eine Amtsperiode bis 2028 wiederbestellt.
Als Akkordeonist liegt sein Schwerpunkt auf zeitgenössischer Kammermusik. Er trat unter anderem beim Steirischen Herbst und den Salzburger Festspielen sowie mit dem Klangforum Wien und dem Radio-Symphonieorchester Wien auf. Außerdem war er als Arrangeur und Instrumentalist bei Theaterproduktionen tätig, beispielsweise am Schauspielhaus Graz und bei den Festspielen Reichenau.

## Auszeichnungen
- 2015: Silbernes Ehrenzeichen für Verdienste um die Republik Österreich[14]

## Aufnahmen
- 1999: Doppelkonzert für Akkordeon, Bratsche und Kammerorchester, mit Dimitrios Polisoidis (Bratsche) und dem Klangforum Wien unter Sylvain Cambreling, Edition Zeitton
- 1999: Hans Zender: Schuberts Winterreise, mit Christoph Prégardien und dem Klangforum Wien unter Sylvain Cambreling, Kairos
- 2000: Klaus Lang: Die sieben Boten für sieben Instrumentalisten, Durian Records
- 2001: Jeux à Deux: Musik für Schlagwerk & Akkordeon, mit Ulli Stadler-Fromme (Schlagzeug) und Werken von Georg Katzer, Zbigniew Bargielski, Bo Holten, Georg Friedrich Haas und Astor Piazzolla, Extraplatte
- 2002: Georg Friedrich Haas: Wer, Wenn Ich Schriee, Hörte Mich / Einklang Freier Wesen / Nacht-Schatten, mit Dimitrios Polisoidis, Lukas Schiske und dem Klangforum Wien unter Sylvain Cambreling, Kairos